# Kiril Živković
Kiril Živković (in bulgaro Кирил Живкович?; in serbo Кирил Живковић?; Pirot, 1730 – Pakrac, 12 agosto 1807) è stato uno scrittore e vescovo della Chiesa ortodossa serba. Sebbene nato nei territori dell'attuale Serbia e nonostante abbia scritto la maggior parte delle sue opere in lingua serba, egli si considerava bulgaro e identificava come bulgara la propria lingua natia.

## Biografia
Secondo i suoi stessi scritti, Živković nacque "nella città di Pirot, nella terra di Bulgaria, nell'estate dell'anno 1730". Pirot infatti, all'epoca sotto il controllo ottomano, era parte del sangiaccato di Niš, considerato allora come parte della Bulgaria (Bulgaristan). Nel 1737, durante la guerra russo-turca, fuggì con i suoi genitori nei territori della monarchia asburgica, stabilendosi nel villaggio di Futog in Bačka (oggi in Serbia).
Nel 1748, Živković entrò nel monastero bulgaro-ortodosso di Zografu del Monte Athos, dove due anni dopo divenne ieromonaco. Nel 1750 si trasferì al vicino monastero serbo-ortodosso di Hilandar e da lì entrò al servizio del patriarcato serbo di Peć. Al tempo, il patriarcato di Peć non aveva infatti ancora una connotazione prettamente etnica e raccoglieva sotto di sé non solo serbi, ma anche diversi bulgari.
Nel corso degli anni seguenti, viaggiò e studiò in vari paesi dei Balcani, in Austria, in Russia e in Italia, e operò come insegnante prima in Dalmazia, dal 1756 al 1759, e poi, dal 1760 al 1765, presso il monastero di Temska, nella sua terra natia ancora sotto il dominio turco. Nel 1778 il metropolita Vićentije Jovanović Vidak lo nominò prima protosincello e poi egumeno del monastero di Grgteg. Otto anni dopo, il 20 giugno 1786, il metropolita Mojsije Putnik (che già il 1º giugno 1784 gli aveva concesso il titolo onorifico di archimandrita) lo consacrò vescovo dell'eparchia serbo-ortodossa di Pakrac.
Nel corso della sua vita, entrò in contatto con il metropolita di Karlovci Stefan Stratimirović, del quale divenne amico e confidente e con il quale intrattenne un lungo carteggio privato.
Kiril Živković morì il 12 agosto 1807 e fu seppellito nella cattedrale della città.

## Attività letteraria
Živković scrisse e pubblicò varie opere nel corso della sua vita. Di queste, i due libri considerati più importanti, pubblicati nei territori asburgici, furono: un'edizione delle Vite dei Santi e Benefattori Serbi Simeone e Sava di Domentijan, pubblicata a Vienna nel 1794 (in seguito tradotta anche in francese), e una redazione degli scritti di Giovanni Damasceno, pubblicata a Buda nel 1803.
Scrisse inoltre numerose lettere e diversi manoscritti mai pubblicati. La più rilevante di queste opere inedite è il cosiddetto Manoscritto di Temska del 1764: un importante documento nel quale è attestato per la prima volta in forma scritta il dialetto torlacco, definito dall'autore "lingua bulgara semplice" (fino al XIX secolo, infatti, le parlate torlacche erano comunemente identificate come varietà del bulgaro).